# 和田宿

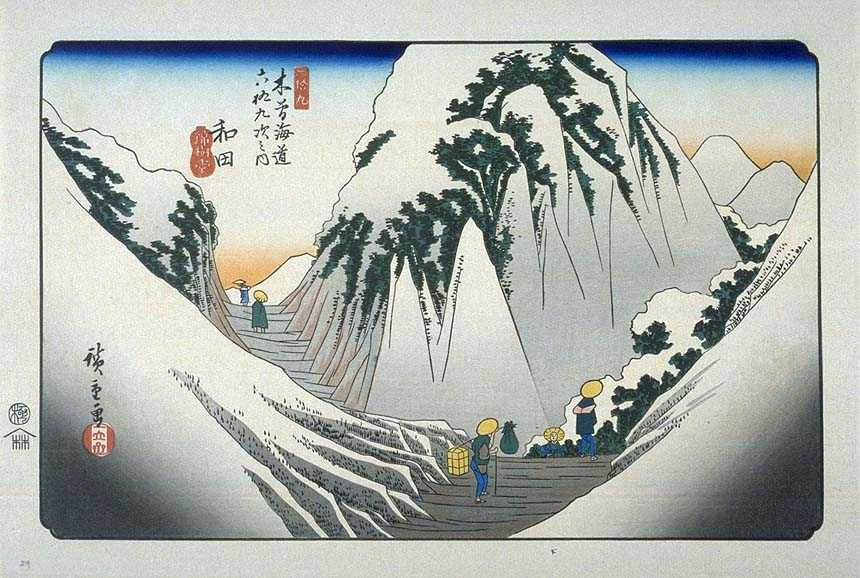
木曽海道六十九次 和田（歌川広重画）

和田宿（わだしゅく）は、中山道六十九次のうち江戸から数えて二十八番目の宿場。
現在の長野県小県郡長和町和田の中心部一帯。難所であった和田峠の入口にあたり、標高820メートル余りの高地にある静かな山里である。次の下諏訪宿まで五里十八町（約23km）と距離があったため、荷駄を運ぶための伝馬役が最盛期には70軒ほどあった。現在も旧本陣や古い家屋が現存し、修理保全されている。宿周辺の産物に黒曜石がある。

## 特徴
天保14年（1843年）の『中山道宿村大概帳』によれば、和田宿の宿内家数は126軒、うち本陣1軒、脇本陣2軒、旅籠28軒で宿内人口は522人であった。

## アクセス
- JR北陸新幹線・しなの鉄道 上田駅からJRバス約50分、「長久保」で長和町営バスにのりかえ。

## 隣の宿
中山道
長久保宿 - 和田宿 -(和田峠)- 下諏訪宿